# Пропорциональный циркуль

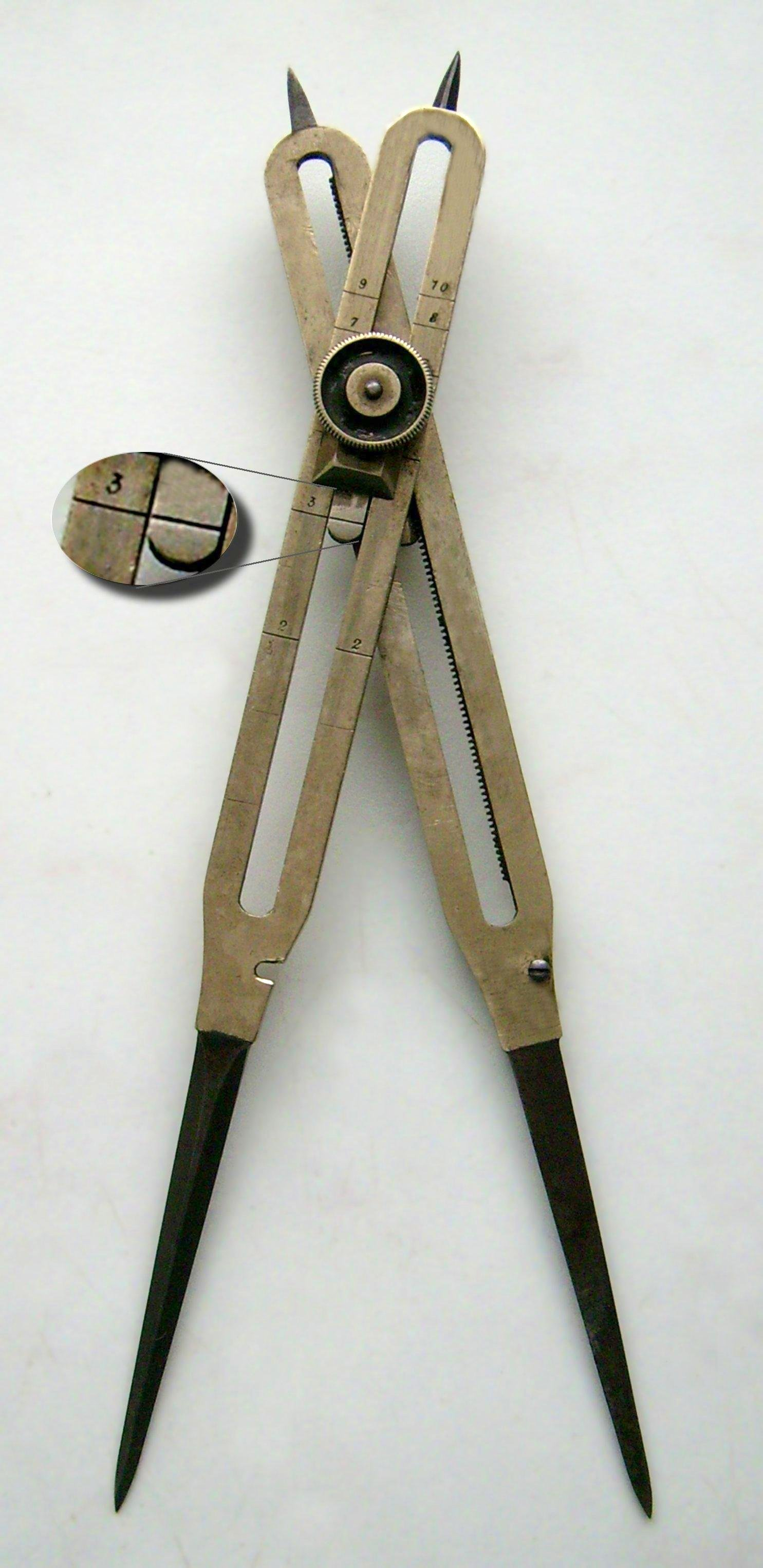
Пропорциональный циркуль

Пропорциональный циркуль (или делительный циркуль) — чертёжный прибор, позволяющий строить отрезок, пропорциональный к данному отрезку в данной пропорции.
Делительный циркуль ускоряет работу, давая возможность брать размеры по чертежу и непосредственно без подсчётов получать увеличенные или уменьшенные в нужном масштабе.
Описания делительного циркуля часто приводятся как иллюстрация при изучении подобных фигур в учебниках по геометрии.

## История
Пропорциональный циркуль был изобретен практически в одно и то же время (конец XVI века) независимо разными людьми. В 1567 году Фабрицио Морденте опубликовал в Венеции одностраничный трактат об устройстве "пропорционального восьмиточечного циркуля", изобретенного им. Создание пропорционального циркуля также приписывают итальянскому математику и астроному Галилео Галилею, который при помощи мастера по инструментам Марко Антонио Маццолени создал более 100 копий военного циркуля и обучал своих учеников пользоваться им в период между 1595 и 1598 годами.

## Устройство
Необходимая пропорция устанавливается при помощи передвижной кулисы, несущей ось циркуля.
Наиболее употребительные пропорции, в частности π и отношения сторон [[Правильный многоугольник|правильных n-угольников]] к диаметру описанной окружности, отмечены на ножках циркуля.